# Sac de Wexford
 (signalé en mai 2025).
Si vous disposez d'ouvrages ou d'articles de référence ou si vous connaissez des sites web de qualité traitant du thème abordé ici, merci de compléter l'article en donnant les références utiles à sa vérifiabilité et en les liant à la section « Notes et références ».
- Archive Wikiwix
- Bing
- Cairn
- DuckDuckGo
- E. Universalis
- Gallica
- Google
- G. Books
- G. News
- G. Scholar
- Persée
- Qwant
- (zh) Baidu
- (ru) Yandex
- (wd) trouver des œuvres sur Wikidata

Conquête cromwellienne de l'Irlande
Batailles
- Drogheda
- Wexford
- Clonmel
- Limerick
- Waterford
- Galway

Le sac de Wexford eut lieu du 2 au 11 octobre 1649, durant la Conquête cromwellienne de l'Irlande, lorsque la New Model Army de Oliver Cromwell prit la ville de Wexford, au sud-est de l'Irlande. Alors que les officiers négociaient la reddition de la ville, les soldats la détruisirent en grande partie, tuant militaires et civils. Le souvenir du sac de Wexford est encore fort en Irlande, tout comme celui du siège de Drogheda.

## Contexte
Wexford est tenue par les catholiques durant les Guerres confédérées irlandaises.